# نيل بيج
نيل بيج (بالإنجليزية: Neil Page)‏ هو لاعب كرة قاعدة أسترالي، ولد في 17 يناير 1944.